# 인크레디박스
인크레디박스(Incredibox)는 목소리를 내는 캐릭터들을 화면에 있는 캐릭터 칸에 배치하여 이들의 소리로 음악을 만드는 조작법을 가지고 있는 프랑스의 비디오 게임이다. 이 게임을 바탕으로 한 팬메이드 MOD로는 Sprunki와 Colorbox 시리즈가 있다.

## 조작법
플레이 시 노래를 부르는 캐릭터 '폴로'와 그 밑에 있는 폴로별 아이콘을 볼 수 있다. 아이콘을 폴로에게 주면 폴로가 노래한다. 짧게 누르면 뮤트가 되고, 길게 누르면 걔만 들리고 위에서 밑으로 슬라이드 하면 폴로가 사라진다.